# Алиева, Атая Гулам кызы
Атая Гулам кызы Алиева (азерб. Ətayə Qulam qızı Əliyeva; 2 мая 1920, Полторацк, Туркестанская АССР — 6 апреля 1995, Баку) — азербайджанская актриса кино и театра, заслуженная артистка Азербайджанской ССР (1964).

## Биография
Атая Алиева родилась 2 мая 1920 года в Полторацке (ныне Ашхабад) в творческой семье. Свою сценическую карьеру начала ещё в школьные годы. Профильное образование получила в Бакинском театральном техникуме. В 1934 году студентку первого курса техникума Атаю Алиеву пригласили в Азербайджанский государственный академический драматический театр имени М. Физули. В 1936 году Алиева с группой актёров театра перешла в Ереванский азербайджанский государственный драматический театр и проработала там 10 лет. В ереванском театре актриса создала десятки интересных сценических образов: Афаг («Низами»), Хаджар («Гачаг Наби»), Ширин (Фархад и Ширин), Инджи («Счастливчики»), Сюсен («Честь») и др. В театральном сезоне 1948-1949 гг. Алиеву, уже известную актрису, приглашают в Кировабадский государственный драматический театр. Там она создает такие запоминающиеся образы, как Ирада («Глазной врач»), Саадат («Весенние воды»), Бановша («Обрученная девушка»). Сценическая деятельность А. Алиевой тесно связана с творчеством Джафара Джаббарлы. Работа над такими образами, как Севиль и Дильбар, Ягут и Таня, Сона и Солмаз (в Ереванском театре), Алмаз, Сара, Гюльтакин (в Кировабадском театре) стала большой школой для актрисы.
В 1956 году Алиева вернулась в Азербайджанский государственный академический драматический театр имени М. Физули.
А. Алиева с энтузиазмом выступала в радио- и телепрограммах, а также снималась в кино. В частности, сыграла в таких фильмах производства киностудии «Азербайджанфильм» имени Дж. Джаббарлы, как «Можно ли его простить?» (тётя Сара/лейтенант Караева), «Наша улица» (тётя Бегим), «Поединок в горах» (мать), «Телефонистка» (Симузар), «Последняя ночь детства» (Мансура).
Атая Алиева – мать режиссёров Рамиза Гасаноглу и Рауфа Сулеймана.
Была награждена Почётной Грамотой Президиума Верховного Совета Азербайджанской ССР (1974).
Атая Алиева скончалась 6 апреля 1995 года в Баку. Похоронена на Ясамальском кладбище.